# Joachim Schulze-Bergmann
Joachim Schulze-Bergmann  (* 1947 in Hamburg) ist ein deutscher Politiker und ehemaliger Bürgerschaftsabgeordneter der Grünen Alternativen Liste (GAL).

## Leben und Politik
Joachim Schulze-Bergmann ist studierter Lehrer. Er schrieb 1997 seine Dissertation mit dem Thema: Der literarische Kanon und die Passung von Leser und Text an der Universität Hamburg.
2015 erschien seine literaturdidaktische Arbeit 'Werte im Literaturunterricht' im Peter Lang Verlag, Frankfurt.
Er war Lehrbeauftragter an der Universität Hamburg, Fachbereich Erziehungswissenschaften von 1978 bis 2002, sowie an der Universität Paderborn von 2006 bis 2013 an der Fakultät Kulturwissenschaften. 2003–2006 war er wissenschaftlicher Referent am Landesinstitut für Schule in Soest (NRW).
Er entwickelte zusammen mit  R. Micha die Projekte des ASB Hamburg 'Das Sozialpraktikum' und 'Das Löwenhaus'. 
Er war von 1984 bis 1991 Kommunalpolitiker in Hamburg, von 1991 bis 1993 Abgeordneter in der Hamburgischen Bürgerschaft. Während dieser Wahlperiode war er für die Fraktion der GAL im Gesundheitsausschuss, Umweltausschuss und Schulausschuss. Er war bildungs- und umweltpolitischer Sprecher der Fraktion sowie stellvertretender Fraktionsvorsitzender.